# Callipeltis cucullaris
Callipeltis cucullaris är en måreväxtart som först beskrevs av Carl von Linné, och fick sitt nu gällande namn av Dc.. Callipeltis cucullaris ingår i släktet Callipeltis och familjen måreväxter. Inga underarter finns listade i Catalogue of Life.